# Брюхово (Челябинская область)
Брюхово — деревня в Уйском районе Челябинской области России. Входит в состав Уйского сельского поселения.

## История
Деревня выросла на месте хутора Брюхова, построенного в конце XIX века в черте Уйской станицы. 
В 1929 году жители организовали колхоз «Маяк», в 1970 году  он вошёл в состав колхоза «Память Ленина». 

## География
Расположена в центральной части района, на берегу реки Уй. Расстояние до районного центра и центра сельского поселения села Уйского 7 км.

## Население
| 2002 | 2010 |
| ---- | ---- |
| 296  | ↘212 |

(в 1900 — 86, в 1926 — 239, в 1970 — 176, в 1983 — 256, в 1995 — 448)

## Улицы
- Береговая,
- Ленина,
- Мира,
- Молодёжная,
- Мостовой переулок,
- Набережная,
- Новая,
- Победы,
- Садовая,
- Солнечная,
- Солнечный переулок,
- Центральный переулок.

## Инфраструктура
- 2-я бригада ООО «Русь»,
- фельдшерско-акушерский пункт,
- библиотека.

## Транспорт
Конечный пункт региональной автодороги 75К-348 Горки — Брюхово длиной 4,953 км..